# Little Dot
Little Dot est un personnage de comics créé par Vic Herman et publié par Harvey Comics de 1946 à 1994. Elle se caractérise par son obsession pour les points  et par sa famille aux oncles et tantes innombrables qui ont tous et toutes une obsession différente ce qui est souvent le sujet d'une des histoires.

## Historique
Little Dot apparaît en septembre 1949 dans une histoire secondaire publiée dans le comics The Sad Sack chez Harvey Comics. Le personnage est créé par Vic Herman et son apparence est bien différente de celle qu'elle aura plus tard et qui est la plus connue. Le mois suivant elle est dans les comics Humphrey et Little Max qui sont deux séries dérivées de Joe Palooka. Durant quelques années ses aventures humoristiques se retrouvent dans ces comics auxquels s'ajoutent parfois d'autres comme Jiggs & Maggie. C'est seulement en 1953 qu'elle gagne son propre comics. Son graphisme est alors changé pour être plus semblable à celui des autres héros de Harvey Comics comme Casper le gentil fantôme, Little Audrey ou Wendy la gentille petite sorcière,.
Little Dot est obsédée par les points. C'est un sujet fréquent d'histoires la concernant. Un autre thème est celui de sa famille composée d'innombrables oncles et tantes qui ont chacun une obsession. La rencontre avec un nouveau membre de cette famille est aussi un sujet récurrent dans les histoires de Little Dot. D'ailleurs une série dérivée intitulée Little Dot's Uncles & Aunts fut publiée de 1961 à 1974 et était consacrée à cette famille excentrique,.
Des séries secondaires sont publiées aussi dans le comics de Little Dot. Deux personnages font ainsi leurs premiers pas dans ce comics avant de gagner le leur. Le premier est Little Lotta, le second est Richie Rich qui devient par la suite un des personnages les plus importants de Harvey Comics,.
En 1976, les ventes des comics de Little Dot, comme beaucoup d'autres publiés par Harvey, ont fortement chuté et le comics est arrêté. Le personnage revient dans des récits secondaires dans des comics de Richie Rich avant de disparaître en 1982 lorsque Harvey décide de cesser de publier des comics. Elle revient en 1986, toujours dans des histoires secondaires puis de 1991 à 1994 elle retrouve un comics à son nom. Depuis 1994 et la cessation de toute activité d'éditeur de Harvey, le personnage n'est pas réapparu,.